# 罌粟籽

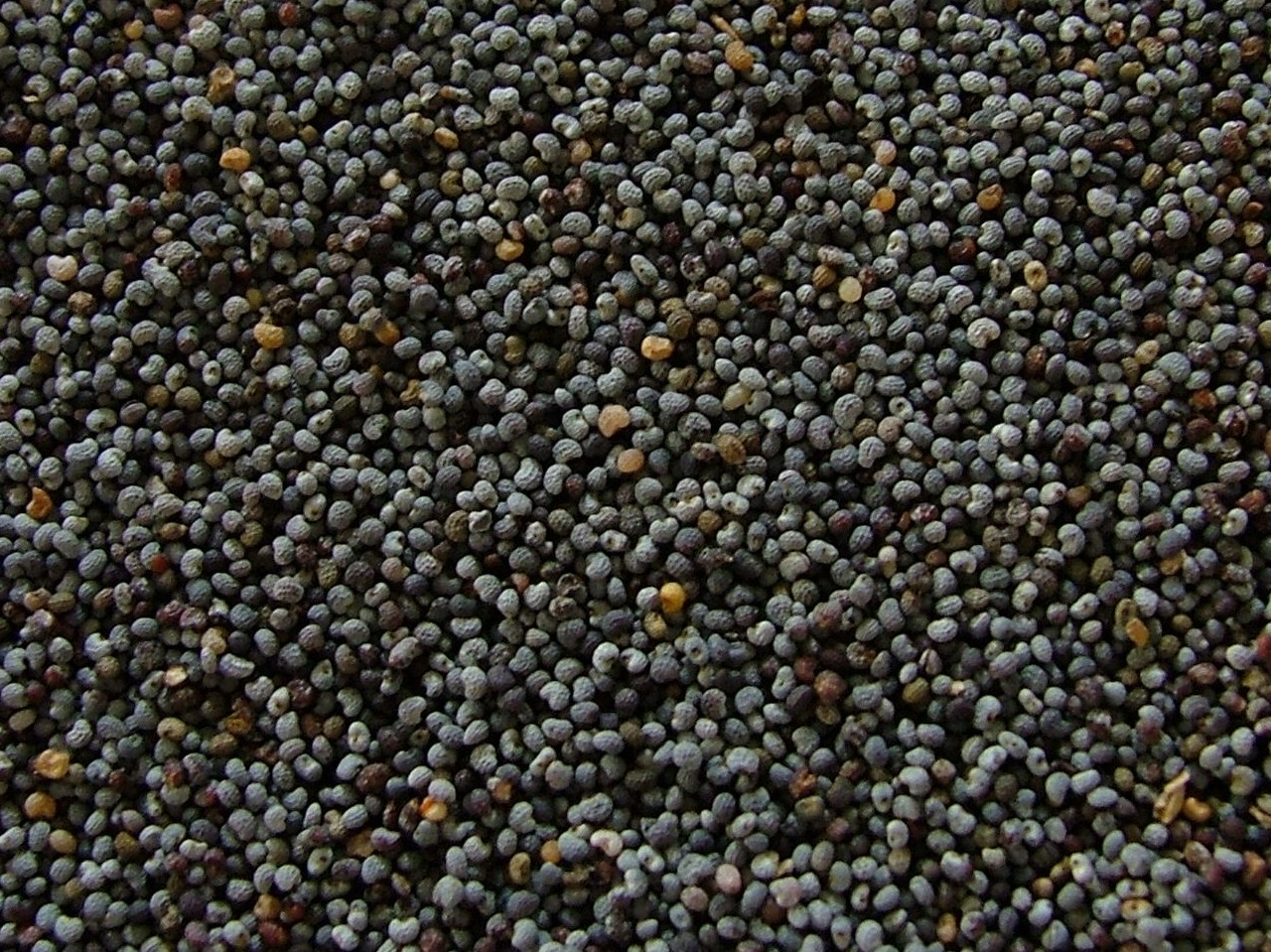
黑色罌粟籽。

罌粟籽，又名御米、黑櫻米，罌粟的種子，是一種在世界各地廣泛使用的調味料，可用於製油，許多地區也將它當成一種草藥來使用。一般使用方法為原粒或經研磨後，加入烘焙食品或醬料中以增加食品風味。有記載在蘇美文明時代，人類已經會使用罌粟籽。
罌粟籽的形狀如腎臟，長度通常少於一毫米。除製作鴉片的罌粟外，其他罌粟目植物的種子一般不會作為食物用途。

## 用途
| 罂粟籽产量 – 2016 | 罂粟籽产量 – 2016 |
| 国家              | 吨                |
| ----------------- | ----------------- |
| 捷克              | 28,574            |
| 土耳其            | 18,205            |
| 西班牙            | 13,377            |
| 匈牙利            | 8,948             |
| 法國              | 5,777             |
| 总计              | 92,610            |
| 来源：FAOSTAT     |                   |

罌粟可用部分包括枝、葉、殼等，其中罌粟籽中的麻醉性生物鹼含量最少。罌粟籽富含膳食礦物質，如鈣、鐵、鎂、磷、鉀等，营养丰富，被作爲調味料廣泛使用。在1992年，國際標準ISO676－1982中已將罌粟籽列入調味料名錄。中国大陆於1991年頒布的《香辛料和調味品名稱和內含物的測定》標準中，“香辛料和調味品名稱表”也明確標明“罌粟，可使用部分，如種子”，但受到严格管制，只有完全灭活的罂粟籽才能上市销售，以防止有人私自种植。另外，《美國聯邦政府條列手册》、《大英百科全書》等，均記載罌粟籽爲安全可食用物質。罂粟籽中含有少量鸦片生物碱，跟吗啡和可待因成份相同，虽然含量较低，不致於對人體造成影響，但食用后有可能造成药检阳性反应。
世界最大的罂粟籽生产国为捷克，主要进口国为印度、俄罗斯、波兰和德国。地中海一帶使用罌粟籽有悠久歷史，在麵包、蛋糕，曲奇餅上均有使用。在中歐地區，罌粟籽夾心餡餅是一道流傳甚廣料理，在聖誕節時尤其受歡迎。在巴爾幹半島，罌粟籽甚至會用於製作糖果上。在印度、伊朗等地的一般家常菜肴，亦不時加入罌粟籽。
日本七味粉中，也可以加入罌粟籽。
罌粟籽含油50%，可榨油。榨出的油稱為罌粟籽油或御米油。

## 藥用
根據《中藥大辭典》，罌粟籽性甘平無毒，治反胃、腹痛、瀉痢、脫肛，功能有斂肺，澀腸、止痛。主治久咳、久瀉、久痢，胸腹諸痛等症。

## 法律規範
在大多數國家並未限制罌粟籽，因為是傳統食品。然而，因為會影響藥檢，在新加坡及沙特阿拉伯均禁止售賣罌粟籽。在臺灣列為第二級毒品，在海關會被查扣甚至起訴。中国大陆2003年亦發佈禁令，规定罌粟籽不能當作香料、調味料銷售和加工使用，例如就有溫州商人在小龍蝦中使用「黑櫻米」而被判刑和罰款。